# Mayatrichia ayama
Mayatrichia ayama är en nattsländeart som beskrevs av Martin E. Mosely 1937. Mayatrichia ayama ingår i släktet Mayatrichia och familjen smånattsländor. Inga underarter finns listade i Catalogue of Life.